# Santa Maria de Vallàuria
Santa Maria de Vallàuria fou l'església, potser parroquial, romànica, de l'antic poble de Vallàuria, del terme comunal de Banyuls de la Marenda, a la comarca del Rosselló (Catalunya Nord).
Estava situada a l'actual Mas de Vallàuria, a la zona occidental i més muntanyosa del terme de Banyuls de la Marenda.
No se'n troben vestigis recognoscibles, entre les restes del Mas de Vallàuria.